# Fort Zeelandia (Guyana)

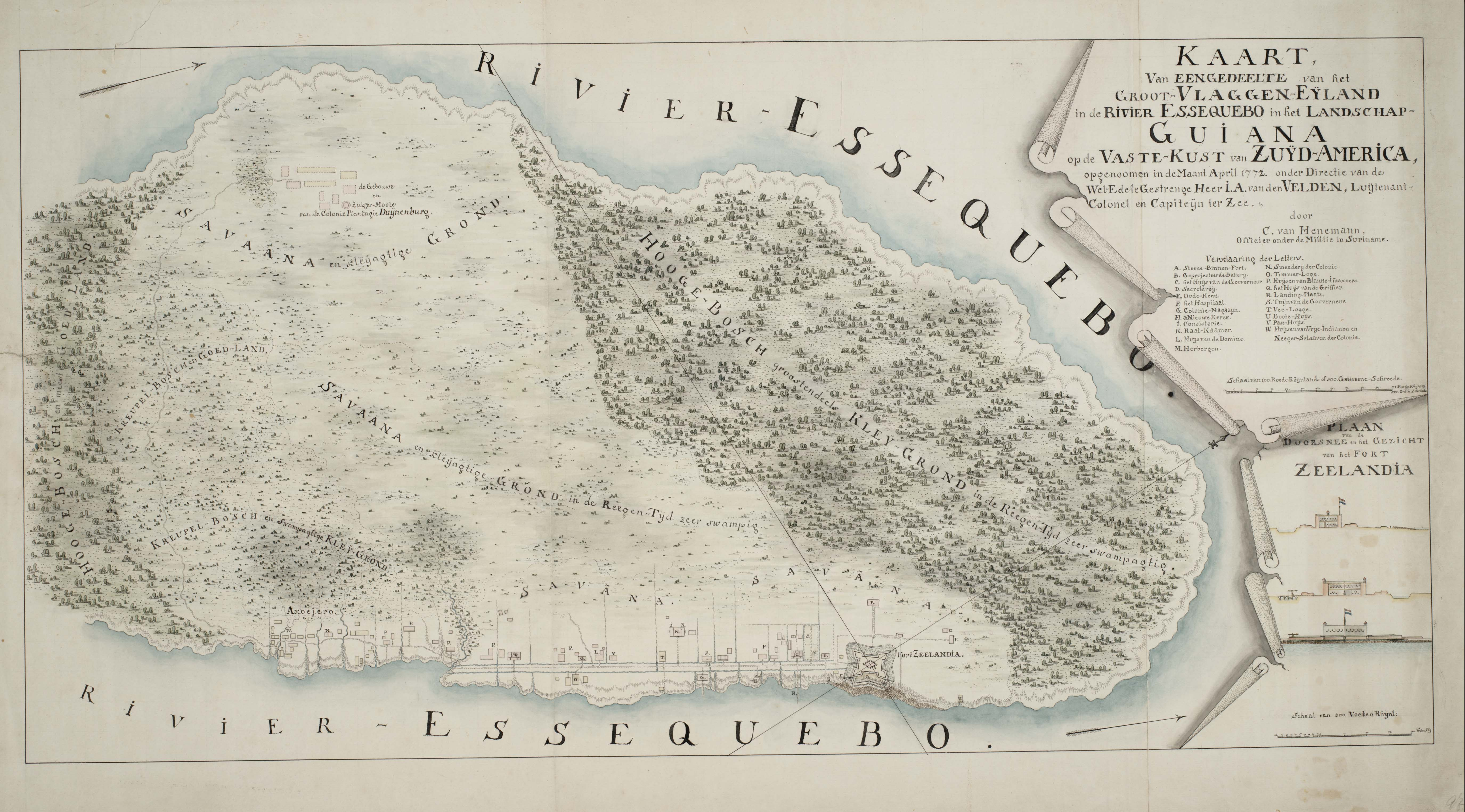
Landkaart van het fort op Forteiland of Vlaggeneiland

Fort Zeelandia is een voormalig fort (nu een ruïne) op het Forteiland in de Guyaanse regio Essequibo Islands-West Demerara. Het eiland bevindt zich in de rivier de Essequibo en het fort diende als verdediging van de riviermonding. Het fort werd gebouwd in 1743 en behoort daarmee tot de oudste bouwwerken van Guyana.

## Kenmerken
Fort Zeelandia ligt ongeveer 16 kilometer van de monding van de rivier de Essequibo op Forteiland. Omstreeks 1679 zag Abraham Beekman, een Nederlandse commandant, de noodzaak van een fort op het eiland. Het eerste bouwwerk werd gemaakt van hout en kwam ongeveer in 1687 gereed. Hout was niet het beste bouwmateriaal en al snel kwamen er plannen voor een stenen fort, maar die werden niet uitgevoerd. In 1739 raakte de naburige Nederlandse handelspost Fort Kyk-over-al overvol en het Forteiland werd gezien als alternatief. In 1742 werd Laurens Storm van 's Gravesande benoemd tot commandant en hij regelde de bouw van een nieuw fort dat in 1744 gereed kwam. Dit stenen fort kreeg de naam Fort Zeelandia.
Het kleine fort is 15 meter lang en 20 meter breed. Er is een centraal gedeelte omgeven door hoge muren met in de hoeken lage torens. Buiten het centrale gedeelte is er nog een lagere muur die het fort omsluit. De vestingmuur langs de rivierkant is echter volledig ingestort. Het fort was een belangrijke defensieve versterking met een strategische ligging aan de monding van de Essequibo. In 1748 werd Fort Kyk-over-al verlaten en verhuisde de Nederlandse hoofdstad naar Forteiland.
Bij het fort staat de Raad van Politie dat begin 21e eeuw met Nederlandse financiële steun gerestaureerd werd. Sindsdien is het Dutch Heritage Museum er gevestigd.
Het fort staat sinds 15 november 1995 op de Voorlopige lijst voor het Werelderfgoed van de UNESCO. Het wordt beheerd door de National Trust of Guyana.